# CANDU

Atomerőmű CANDU nagynyomású nehézvizes reaktorral

A CANDU az atomreaktorok egyik típusa, ami nehézvizet használ magas nyomás alatt moderátornak is és hűtőanyagnak is. A nehézvíz moderátor miatt természetes uránnal dolgozik, ami leegyszerűsíti a tüzelőanyag elkészítését. A CANDU mozaikszó (CANada Deuterium Uranium).
A CANDU típusnak több előnye is van a hagyományos nyomottvizes reaktorokkal szemben:
- a reaktortartály több száz csővel van keresztüldöfve. Ezekben a csövekben vannak az üzemanyagrudak, amik így külön-külön elérhetők, lehetővé téve az üzem közbeni üzemanyagrúd-cserét.
- az üzemanyagrudakat könnyen át lehet helyezni – attól függően, hogy mennyi hasadóképes atommag maradt bennük
- a reaktortartálynak nem kell nyomástűrőnek lennie, mivel a moderátor csak a keresztirányú csövekben van nagy nyomás alatt.
- az alacsony nyomás és hőmérséklet miatt sokkal egyszerűbb szenzorokkal is követni lehet a reaktorban végbemenő folyamatokat
- természetes uránnal is működik, viszont a nagy mennyiségű tiszta nehézvíz óriási kezdeti kiadást jelent.

## Érdekesség
A nehézvizes technikának köszönhető a kanadai Sudbury Neutrínó Obszervatórium is, melyben a reaktorhoz szükséges 1000 tonna tartalék nehézvíz részecskefizikai kutatási célokat is szolgál.